# Rivalba
Rivalba (Rivalba in piemontese) è un comune italiano di 1 151 abitanti della città metropolitana di Torino, in Piemonte, situato 21 km a nordest del capoluogo.

## Storia

### Simboli
Lo stemma e il gonfalone del comune di Rivalba sono stati concessi con decreto del presidente della Repubblica del 5 aprile 2006.
Il gonfalone è un drappo di rosso.

## Società

### Evoluzione demografica
Negli ultimi cinquant'anni, a partire dal 1971, la popolazione residente è praticamente raddoppiata.
Abitanti censiti

## Manifestazioni

### Fiera Nazionale del Tartufo Bianco

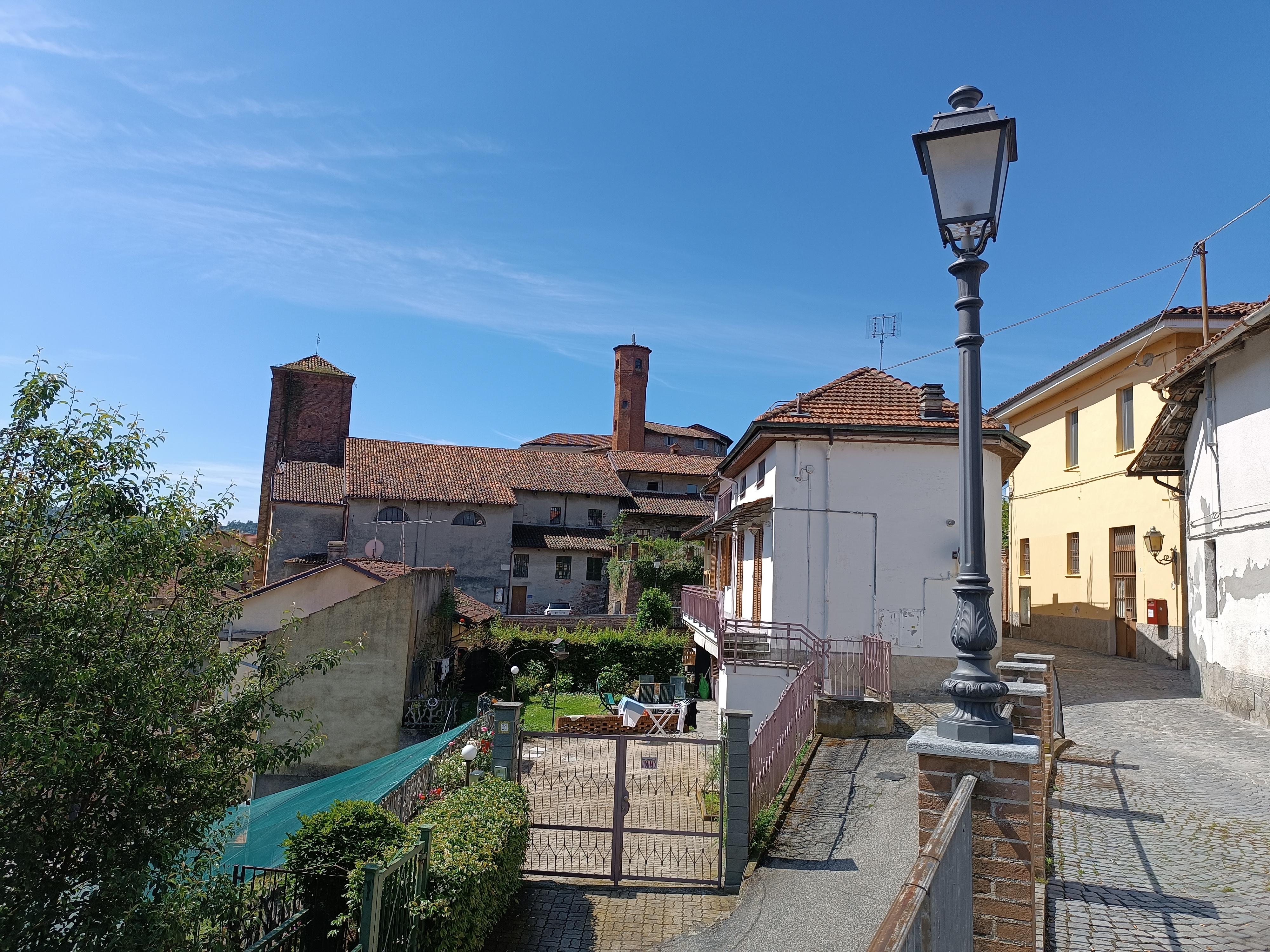
Panorama del centro storico

A Rivalba, la seconda domenica di novembre, si tiene l'importante Fiera del Tartufo Bianco raccolto nelle colline torinesi (Tuber magnatum).
Nel 2000 la Fiera era stata ricompresa tra quelle a carattere regionale.

A partire dal 2012 la Fiera è entrata a far parte del novero di quelle nazionali.
Il tartufo bianco raccolto nelle colline torinesi si inserisce tra quelli più profumati d'Italia e non ha nulla da invidiare a quello certamente più conosciuto che viene raccolto ad Alba.

## Amministrazione
| Periodo | Periodo   | Primo cittadino  | Partito      | Carica  | Note |
| ------- | --------- | ---------------- | ------------ | ------- | ---- |
| 1987    | 2000      | Giovanni Revello | lista civica | Sindaco |      |
| 2000    | 2010      | Davide Rosso     | lista civica | Sindaco |      |
| 2010    | 2015      | Piero Gianella   | lista civica | Sindaco |      |
| 2015    | in carica | Davide Rosso     | lista civica | Sindaco |      |

### Gemellaggi
Rivalba è gemellata con:
- Els Hostalets de Pierola